# Львівський повіт
Львівський (земський) повіт (пол. Powiat lwowski) — історична адміністративно-територіальна одиниця у складі Королівства Галичини і Володимирії, ЗУНР, Польщі та УРСР. Адміністративний центр — м. Львів.

## Розташування
Львівський повіт межував з повітами: Городецьким, Руденським, Жидачівським, Бібрським, Яворівським, Перемишлянським, Кам'янецьким та Жовківським, складаючись із 134 ґмін та трьох міст. Структурний елемент державного управління — громадське (ґмінне) територіальне самоврядування..

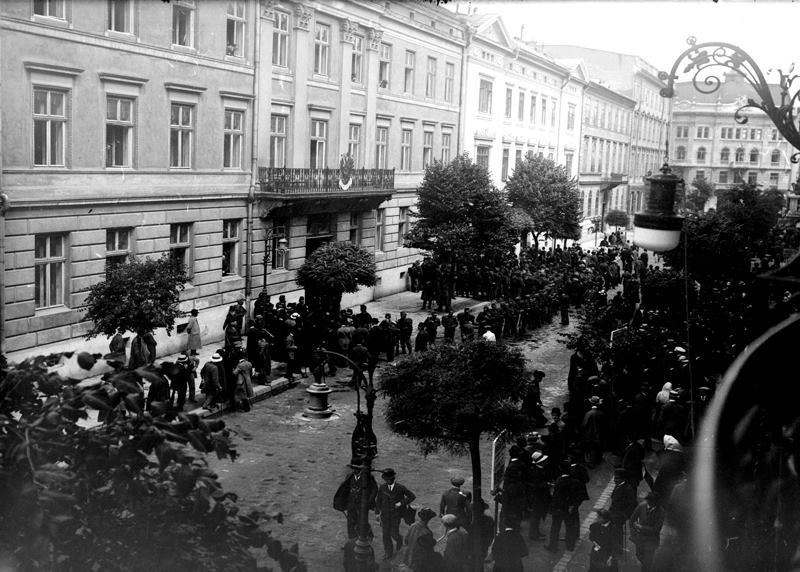
Збори навпроти Львівського староства, Львів, вул. Січових Стрільців 8 (1919 рік)

Адміністративним органом, що управляв повітом було Львівське староство, яке з 1902 року знаходилось у Львові на вул. 3 травня (сучасна вул. Січових Стрільців) в будинку № 8

## У складіЗУНР
Повіт входив до Львівської військової області ЗУНР. Повітовим комісаром був адвокат д-р Степан Витвицький (УНДП). Далі у зв'язку з боями у Львові були призначені три повітові комісари — по судових повітах:
- судовий округ Львів — Теодор Гелемей, директор школи в Сороках (осідком комісаріату судового округу Львів після втрати українцями міста були з 14 грудня 1918 року послідовно село Запитів, містечко Яричів Новий, село Журавники, а з другої половини квітня 1919 р. даний судовий округ був тимчасово об'єднаний з округом Винники)[4];
- судовий округ Винники — Филип Мисько, колишній вчитель гімназії, директор «Торгової Спілки»; з грудня 1918 р. — о. Володимир Семків, парох у Миклашеві; далі — д-р Осип Когут (УРП); (осідок комісаріату у Винниках, з 22 листопада 1918 року до 15 березня 1919 року — у селі Миклашів, з 15 березня до 15 квітня 1919 року — у Винниках, з 15 квітня до 6 травня — в Яричеві Новім, далі до другої половини травня — в с. Журавники);
- судовий округ Щирець — Володимир Могильницький; далі — Малицький, директор школи; о. Константин Білинський, парох у Гуменці. Головою прибічної (дорадчої) Ради комісаріату був обраний о. Константин Білинський. Делегати до УНРади обрані: від міста Львова — Михайло Галібей, ремісник (УНДП); від повіту — Никола Сушко[5].

## В складі Польщі
Включений до складу Львівського воєводства після утворення воєводства 3 грудня 1920 року на окупованих поляками землях ЗУНР.

### Зміни адміністративного поділу

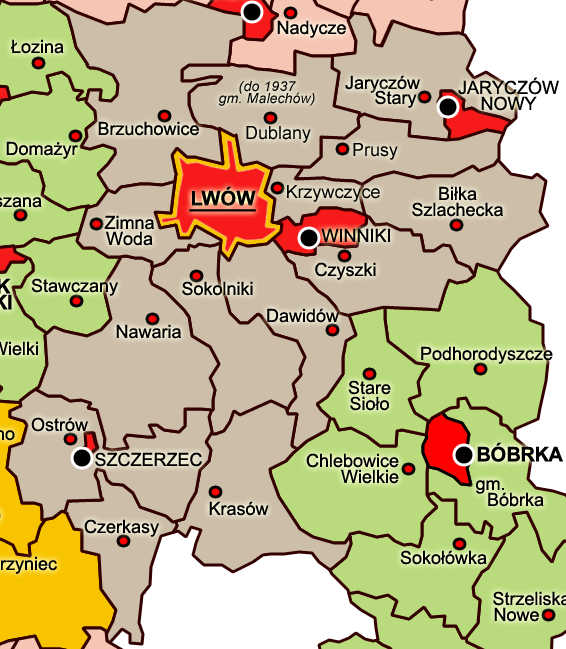
Львівський повіт

1 лютого 1922 року розпорядженням Ради Міністрів село Рокитне вилучене з Городоцького повіту і включене до Львівського.
Розпорядженням Ради Міністрів 11 квітня 1930 року з повіту вилучено і приєднано до міста Львів того ж воєводства: села Замарстинів, Клепарів, Голоско Мале, Знесіння, Сигнівка, Кульпарків, присілок Левандівка села Білогорща, частини земель сіл Козельники і Кривчиці.
1 квітня 1933 року ліквідовано гміну Вайнберґен Львівського повіту і воєводства, а її територію приєднано до міста Винники того ж повіту і воєводства.
1 серпня 1934 року проведено укрупнення сільських ґмін, за рахунок об'єднання дотогочасних (збережених від Австро-Угорщини) ґмін. Новоутворені ґміни відповідали волості — об'єднували громади кількох сіл або (в дуже рідкісних випадках) обмежувались єдиним дуже великим селом.

#### Сільські ґміни
Кількість:
1920—1922 рр. — 131
1922—1924 рр. — 132
1924—1930 рр. — 131
1930—1933 рр. — 125
1933—1934 рр. — 124
1934—1939 рр. — 14
| Об'єднані сільські ґміни 1934 року | Об'єднані сільські ґміни 1934 року          | Старі сільські ґміни | Кількість |
| ---------------------------------- | ------------------------------------------- | --- | --------- |
| 1                                  | Ґміна Білка Шляхецка                        | Білка Крулєвска (Нижня Білка), Білка Шляхецка (Верхня Білка), Германув (Тарасівка), Міклашув (Миклашів), Журавнікі (Журавники), Зухожице (Сухоріччя), Чарнушовіце (Чорнушовичі) | 7         |
| 2                                  | Ґміна Бжуховиці                             | Боркі Домініканьскє (Бірки), Боркі Яновскє (Бірки), Бжуховіце (Брюховичі), Вулька Гамулєцка (Воля-Гомулецька), Голоско Вєлькє, Зарудце (Зарудці), Зашкув (Зашків), Завадув (Завадів), Косьцєюв (Костеїв), Козіце (Кожичі), Рокітно (з 01.02.1922), Женсна Польска (Рясне), Женсна Руска (Рясне-Руське) | 13        |
| 3                                  | Ґміна Давідув                               | Давідув (Давидів), Козєльнікі, Кротошин, Пасєкі Зубрицкє (Пасіки-Зубрицькі), Сіхув (Сихів), Сєдліска (Селисько), Толщув (Товщів), Зубжа (Зубра), Черепін | 9         |
| 4                                  | Ґміна Зімна Вода                            | Білогорща, Кальтвассер, Рудно, Скнилів, Скнилівок, Зимна Вода, Зимновідка | 7         |
| 5                                  | Ґміна Красув                                | Бродкі, Ґлуховєц (Глухівець), Красув (Красів), Лінденфельд, Любяна (Луб'яна), Новосюлкі (Новосілка), Подцємне (Підтемне), Поляна, Раковєц, Райхенбах | 10        |
| 6                                  | Ґміна Кшивчице                              | Кривчиці, Лисиничі, Підбірці | 3         |
| 7                                  | Ґміна Малєхув (з 1937 року — ґміна Дубляни) | Дубляни, Гряда, Грибовичі, Жидатиче, Збоїща, Ляшкі Муроване, Малехів, Малі Підліски, Ситихів, Сороки-Львівські, Стронятин | 11        |
| 8                                  | Ґміна Наварія                               | Басьовка (Басівка), Ґлінна, Годовіце (Годовиця), Лєсьньовіце (Лісновичі), Малічковіце (Малечковичі), Мілошовіце (Мілошевичі), Мосткі, Наґужани (Нагоряни), Навар'я, Подсадкі, Полянка, Поршна, Пустомити, Сємянувка (Семенівка)                                                                        | 14        |
| 9                                  | Ґміна Острув                                | Айнзідель, Добжани (Добряни), Дорнфельд, Гумєнєц, Заґрудкі, Лани, Ніконковіце (Никоновичі), Острув, Пяскі (Піски), Розенберґ, Сердица, Срокі Щежецкє (Сороки Щирецькі), Фалькенштайн, Хрусно Нове (Хоросно), Хрусно Старе (Хоросно), Ястшембкув (Яструбків)                                            | 16        |
| 10                                 | Ґміна Пруси                                 | Борщовичі, Кам'янопіль, Пикуловичі, Пруси | 4         |
| 11                                 | Ґміна Сокольнікі                            | Волкув (Вовків), Жиравка (Жирівка), Заґуже (Загір'я), Кугаюв (Кугаїв), Мілятиче (Милятичі), Сокольнікі (Сокільники), Солонка | 7         |
| 12                                 | Ґміна Черкаси                               | Вербіж, Дмитре, Гонятиче (Гонятичі), Горбаче (Горбачі), Кагуюв (Кагуїв), Попеляни, Черкаси | 7         |
| 13                                 | Ґміна Чишкі                                 | Віннічкі, Ґає (Гаї), Ґлуховіце (Глухівці), Ґанчари (Гончари), Дмитровіце (Дмитровичі), Подберезьце (Підберізці), Чижикув (Чижиків), Чишкі (Чишки) | 8         |
| 14                                 | Ґміна Яричув Стари                          | Віслобокі (Вислобоки), Запитув (Запитів), Кукізув (Кукезів), Подліскі Вєлькє (Великі Підліски), Ременув (Ременів), Руданьце (Руданці), Яричув Стари (Старий Яричів), Цеперув (Цеперів) | 8         |
| отримала статус міської ґміни      | отримала статус міської ґміни               | Винники (до 1924) | 1         |
| передано до міського повіту Львів  | передано до міського повіту Львів           | Замарстинів (до 11.04.1930), Клепарів (до 11.04.1930), Голоско Мале (до 11.04.1930), Знесіння (до 11.04.1930), Сигнівка (до 11.04.1930), Кульпарків (до 11.04.1930) | 6         |
| ліквідовано                        | ліквідовано                                 | Вайнберґен (до 01.04.1933) | 1         |

* Виділено містечка, що були у складі сільських ґмін та не мали міських прав.

#### Міста (Міські ґміни)
1. містечко Новий Яричів[9] — місто з 1934
2. містечко Щирець[9] — місто з 1934 року.
3. місто Винники[10] — права міської ґміни з 1924 року. Місто з 1933 року.

### Населення
У 1907 році українці-грекокатолики становили 49 % населення повіту.
У 1939 році в повіті проживало 156 730 мешканців (77535 українців-грекокатоликів — 49,47 % та ще 745 польськомовних українців — 0,48 %, 12 965 українців-латинників — 8,28 %, 56 795 поляків — 36,23 %, 1 295 польських колоністів міжвоєнного періоду — 0,83 %, 5 150 євреїв — 3,29 % і 2 245 німців та інших національностей — 1,43 %).
Публіковані польським урядом цифри про національний склад повіту за результатами перепису 1931 року (з 142800 населення ніби-то було аж 80712 (56,52 %) поляків при 58395 (40,89 %) українців, 1569 (1,1 %) євреїв і 1809 (1,27 %) німців) суперечать шематизмам і даним, отриманим від місцевих жителів (див. вище) та пропорціям за допольськими (австрійськими) та післяпольськими (радянським 1940 і німецьким 1943) переписами.

### Перейменування
Рішенням міністра внутрішніх справ 11 березня 1939 року змінені німецькі назви поселень (колоній) на польські:
- Любянка (пол. Lubianka) замість Лінденфельд (нім. Lindenfeld)
- Добжанка (пол. Dobrzanka) замість Дорнфельд (нім. Dornfeld)
- Подзамче (пол. Podzamcze (пол. Podzamcze) замість Розенберґ (нім. Rosenberg — «Трояндова Гора») — тепер частина Щирця, селища Львівського району, Львівської області).
- Воля Конопніцка (пол. Wola Konopnicka) замість Кальтвасер (нім. Kaltwasser)

Рішенням міністра внутрішніх справ 4 травня 1939 року змінені німецькі назви поселень (колоній) на польські:
- Сьредня (пол. Średnia) замість Айнзідель (нім. Einsiedel)
- Соколіца (пол. Sokolica) замість Фалькенштайн (нім. Falkenstein)

## Період СРСР
12 вересня 1939 року німці окупували більшість території повіту, однак 19 вересня передали територію радянським військам, оскільки за пактом Ріббентропа — Молотова територія належала до радянської зони впливу.
27 листопада 1939 року повіт включений до новоствореної Львівської області. 17 січня 1940 року територія повіту поділена по кілька ґмін на Львівський (з 1.11.1946 — Брюховицький), Винниківський, Новояричівський, Сокільницький і Щирецький райони, а повіт ліквідований.